# Völsunga saga
Die Völsunga saga ist eine isländische Saga aus der zweiten Hälfte des 13. Jahrhunderts und zählt zu den Vorzeitsagas. Dabei handelt es sich um eine Prosaparaphrase der in der Lieder-Edda enthaltenen Heldenlieder, beginnend mit den Helgi-Liedern und mit den Hamðismál schließend, ergänzt mit Material aus der Thidreks saga und der Snorra-Edda. Die Völsunga saga kennt Inhalte der sogenannten „Lieder der Lücke“ nach der Sigrdrífumál der Lieder-Edda, die es erlauben, diese verlorenen Gedichte zu rekonstruieren.
Hauptfiguren der Völsunga saga sind unter anderem Sigurd und Brynhild, Gunnarr, Gudrun und Atli.
Die Völsunga Saga enthält auch Elemente des deutschen Nibelungenlieds, die aber in zum Teil andere Zusammenhänge gebracht sind: Sigurd entspricht Siegfried dem Drachentöter aus dem Nibelungenlied, Gunnar dem Gunther, Atli dem Etzel, Gudrun der Kriemhild.

## Entstehung und Überlieferung
Die Saga ist in der Pergamenthandschrift Ny kgl. Saml. 1824 b 4to von der Zeit um 1400 überliefert, die sich in der Königlichen Bibliothek in Kopenhagen befindet. Da auf der Handschrift die Saga um Ragnar Lodbrok folgt, der als ein Vorfahr des norwegischen Reichseinigers Harald Hårfagre gilt, wird Norwegen als ein möglicher Entstehungsort der Völsunga saga diskutiert. Håkon IV. (1204–1263) habe das Werk in Auftrag geben können. Ein fehlender Beleg für diesen Auftrag und der Stil der Saga lassen aber eher auf Island als Entstehungsort deuten.

## Rezeption
Die Völsunga saga war eine der wichtigsten Inspirationsquellen für Richard Wagners Opernzyklus Der Ring des Nibelungen. Thomas Mann, der in seiner Novelle Wälsungenblut Wagners Bearbeitung persifliert, und J.R.R. Tolkien (Die Legende von Sigurd und Gudrún) gehören zu den Dichtern, die sich des Stoffs der Saga angenommen haben.

## Ausgaben
- Paul Herrmann, Ulf Diedrichs (Hrsg.): Nordische Nibelungen: die Sagas von den Völsungen, von Ragnar Lodbrok und Hrolf Kraki. Eugen Diederichs Verlag, Köln 1993.
- Die Saga von den Völsungen, in: Thule - Altnordische Dichtungen und Prosa, Band 21 - Isländische Heldenromane.
- Hagen Ernst: Volsunga-Saga und andere Helden Taschenbuch, Romowe 2015, ISBN 978-1-5176-1867-4.
- Vǫlsunga saga. The saga of the Volsungs. The Icelandic Text According to MS Nks 1824 b, 4° With an English Translation, Introduction and Notes by Kaaren Grimstad. 2nd ed. AQ-Verlag, Saarbrücken 2005.
- William Morris,  Eirikr Magnússon: Völsunga Saga: the story of the Volsungs & Niblungs, with certain songs from the Elder Edda. Ellis, London, 1870 (Online-Kopie)